# Kodiugane, Chamarajanagar
Kodiugane là một làng thuộc tehsil Chamarajanagar, huyện Chamarajanagar, bang Karnataka, Ấn Độ.